# Canelinha
Canelinha là một đô thị thuộc bang Santa Catarina, Brasil. Đô thị này có diện tích 151 km², dân số năm 2007 là 9696 người, mật độ 64,2 người/km².